# Славиша Йоканович
Славиша Йоканович (серб. Славиша Јокановић / Slaviša Jokanović, нар. 25 вересня 1968, Новий Сад) — югославський та сербський футболіст, що грав на позиції півзахисника. По завершенні ігрової кар'єри — футбольний тренер.

## Клубна кар'єра
Йоканович почав свою кар'єру в клубі однієї з нижчих ліг чемпіонату Югославії «Нові-Сад» у 1985 році, через 3 сезони він перейшов у «Войводину», у складі якої дебютував у Першій лізі. В перший же сезон в новій команді Йоканович швидко завоював місце в основі клубу, виграв чемпіонат Югославії, а потім брав участь у кубку чемпіонів, в якому клуб програв в першому ж раунді угорському «Гонведу». Влітку 1990 року Йоканович перейшов в «Партизан», з цим клубом він виграв кубок Югославії і національну першість.
У 1993 році Йоканович перейшов у іспанський «Реал Ов'єдо». 3 жовтня він дебютував у новому клубі в матчі Ла Ліги проти «Севільї». У «Ов'єдо» Йоканович провів два сезони, в яких його клуб двічі займав 9-е місце в першості.
Влітку 1995 року Йоканович перейшов в «Тенерифе», в якому став лідером команди, що посіла найвище в своїй історії, 5-е місце в першості Іспанії. А в наступному сезоні Йоканович став найкращим бомбардиром команди, забивши 10 м'ячів. За «Тенерифе» Йоканович провів 3 сезони, в останньому з яких клуб зайняв 19-е місце і вилетів у другий іспанський дивізіон.
Після вильоту з Прімери, «Тенерифе» продала частину своїх гравців, також був проданий і Йоканович, який перейшов в клуб «Депортіво», у складі якої югослав дебютував 29 серпня в матчі зі своєю колишньою командою «Ов'єдо». В кінці сезону клуб відсвяткував свою першу в історії перемогу в чемпіонаті Іспанії, а сам Йоканович став важливою ланкою команди, провівши 23 матчі. В серпні того ж року допоміг команді вдруге в історії виграти Суперкубок Іспанії.
У жовтні 2001 року Йоканович був куплений англійським «Челсі», що заплатив за трансфер футболіста 1,7 млн фунтів. 21 жовтня він дебютував у складі лондонців, які розгромили клуб «Ковентрі Сіті» з рахунком 6:1. Однак по ходу сезону Йоканович часто опинявся на лаві запасних, провівши 19 ігор, з яких 12 раз він виходив на заміну. У наступному сезоні в «Челсі» змінився головний тренер, але і це не допомогло Йокановичу, який так і не став гравцем основи.
У 2002 році Йоканович покинув «Челсі» і перейшов в клуб «Сьюдад де Мурсія» з іспанської Сегунди, де і завершив свою кар'єру в 2004 році.

## Виступи за збірні
27 лютого 1991 року Йоканович дебютував в офіційних матчах у складі національної збірної Югославії в товариській грі проти збірної Туреччини, вийшовши на останніх хвилини замість Желько Петровича. Того ж року він зіграв ще у кількох матчах за збірну і допоміг їй зайняти перше місце в кваліфікаційній групі на Євро-1992 та пробитись на турнір. Однак невдовзі після початку громадянської війни в Югославії, в рамках прийнятих проти неї міжнародних санкцій, їй було відмовлено в участі в чемпіонаті Європи. Замість Югославії в змаганнях взяла участь збірна Данії, що посіла в групі друге місце. Усього за збірну СФРЮ Йоканович провів 6 матчів.
З 1994 року став виступати за збірну Союзної Республіки Югославії, у складі якої був учасником чемпіонату світу 1998 року у Франції та чемпіонату Європи 2000 року у Бельгії та Нідерландах.
Протягом кар'єри у цій національній команді, яка тривала дев'ять років, провів у формі головної команди країни 58 матчів, забивши 10 голів.

## Кар'єра тренера

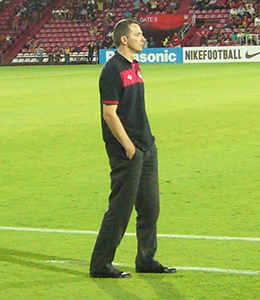
Йоканович під час роботи в «Муангтонг Юнайтед». 2013 рік.

Після завершення кар'єри футболіста, Йоканович кілька років жив у Мадриді. У вересні 2007 року він приєднався до тренерського штабу клубу «Атлетіко Пінто», однак через три місяці став головним тренером «Партизана», розлучившись зі своєю сім'єю: його сім'я (дружина і троє дітей), залишилися в Мадриді. В перший же сезон Партизан виграв чемпіонат і кубок Сербії, а потім був визнаний найкращим футбольним тренером Сербії, але відмовився від нагороди через поганий виступ клубу на груповій стадії кубка УЄФА. У 2009 році Йоканович знову зробив дубль, ставши першим тренером в історії клубу, що добився двох поспіль перемог в чемпіонаті і кубку країни. 5 вересня 2009 року, однак, він залишив посаду за обопільною згодою сторін.
28 лютого 2012 року Йоканович очолив тайський клуб «Муангтонг Юнайтед». У своєму першому і єдиному сезоні він привів клуб до третьої перемоги в Прем'єр-лізі Таїланду, не зазнавши жодної поразки протягом всієї кампанії.
У середині липня 2013 року Йоканович став тренером болгарського «Левскі», проте вже в жовтні він був звільнений з посади через погані результати.
5 травня 2014 року іспанський «Еркулес», який на той час перебував на останньому місці в Сегунді, найняв Йокановича як тренера до кінця сезону. Славиша здобув лише одну перемогу в п'яти іграх і не зміг врятувати команду від вильоту до Сегунди Б, після чого покинув посаду.
7 жовтня 2014 року Йоканович був призначений менеджером англійського «Вотфорда». Під його керівництвом «джмілі» вийшли до Прем'єр-ліги, проте контракт з Йокановичем продовжений не був.
14 червня 2015 року очолив тренерський штаб «Маккабі» (Тель-Авів), який в першому ж сезоні вперше за 11 років вивів до групового етапу Ліги чемпіонів.
Провівши у керма ізраїльської команди шість місяців, 27 грудня 2015 року повернувся до Англії, очоливши команду клубу «Фулгема» з Чемпіоншипа. За результатами першого сезону команда утрималася від пониження у класі, а у другому сезоні сербський фахівець виконав завдання з фінішування у верхній шістці турнірної таблиці. Пропрацював із лондонською командою до 2018 року.
У 2019–2021 роках тренував катарську «Аль-Гарафу».
Влітку 2022 року уклав однорічний контракт із російським «Динамо (Москва)» з опцією подовження ще на два роки. Утім не допрацював із командою і до завершення сезону, залишивши її на сьомому місце турнірної таблиці першості.

## Титули і досягнення

### Як гравця
- Чемпіон Югославії (2):

«Воєводина»: 1988-89
«Партизан»: 1992-93
- Володар Кубка Югославії (1):

«Партизан»: 1992-93
- Чемпіон Іспанії (1):

«Депортіво»: 1999-00
- Володар Суперкубка Іспанії (2):

«Депортіво»: 2000

### Як тренера
- Чемпіон Сербії (2):

«Партизан»: 2007-08, 2008-09
- Володар Кубка Сербії (2):

«Партизан»: 2007-08, 2008-09
- Чемпіон Таїланду (1):

«Муангтонг Юнайтед»: 2011-12

### Особисті досягнення
- Футбольний тренер року в Сербії: 2008